# Веселка (видавництво)
Національне видавництво дитячої літератури «Веселка» — українське видавництво літератури для дітей.

## Історія
Видавництво було засноване в Харкові 9 березня 1934 як Дитвидав ЦК ЛКСМУ (Видавництво дитячої літератури ЦК ЛКСМУ).
З 1938 р. працювало в Києві. Під час Другої світової війни з 22 червня 1941 припинило свою діяльність. Відновило роботу 1956 на базі редакції літератури для дітей видавництва «Молодь» під назвою Дитвидав УРСР (Державне видавництво дитячої літератури УРСР). У 1964 отримало свою сучасну назву "Веселка".
Указом Президента України № 197/2010 від 19 лютого 2010 видавництву надано статус національного.
За роки своєї діяльності «Веселка» випустила у світ понад 10 тисяч назв видань загальним тиражем 1 мільярд 131 мільйон примірників. Це фольклор та художня література — українська і народів світу, науково-художні, пізнавальні та довідкові видання.
У видавництві побачили світ дитячі твори практично всіх класиків української літератури, сформувалось покоління сучасних письменників, перекладачів та художників-ілюстраторів України. На книжках з маркою «Веселка» виросли нинішні дорослі українці.
Особливе місце у «Веселчанській» видавничій програмі займає Шевченкіана. Велике значення надає «Веселка» і мовній програмі. У час національного відродження «Веселка» зосередилась на історичній тематиці.
Подіями серед книжкової продукції для молодших читачів стали «Слово про Ігорів похід», «Українські думи», «Українські билини» (упорядкування та коментарі В. Шевчука), «Історія русів» (переклад із давньоукраїнської мови І. Драча, коментарі Я. та І. Дзир), «Повість минулих літ» (переклад з києворуської мови В. Близнеця), «Буквар» Т. Шевченка, «Благослови, мати!» (колискові пісні, забавлянки, веснянки, колядки та щедрівки тощо).
«Веселка» продовжує дбати про інтелектуальне та духовне виховання сучасних читачів, намагаючись донести до них усе краще з вітчизняної та світової класики, видає фольклор, художню літературу — українську і зарубіжну, науково-пізнавальні твори, різноманітні антології, тематичні збірники, щорічники.
2014 рік став для «Веселки» щедрим на нагороди. Книжки видавництва отримали найпрестижніші національні премії. Президентською премією «Українська книга року» в номінації «За сприяння у вихованні підростаючого покоління» нагороджено науково-популярну працю Андрія Топачевського «З Божого саду», премії імені Лесі Українки удостоєно збірку творів сучасного письменника Віктора Терена «Хлопчик з планети Ч та Вогняні пси».
24 січня 2017 року відбулось присудження Премії Кабінету Міністрів України імені Максима Рильського 2016 року. Більшість голосів отримав Василь Степаненко за переклад з грецької мови поеми Віцендзоса Корнароса «Еротокрит», що вийшла друком у видавництві «Веселка». Поема-романс «Еротокрит» — перший класичний твір новогрецькою мовою, який з'явився в епоху венеціанського панування в середині XVII ст. 1978 року рішенням ЮНЕСКО «Еротокрит» включено до переліку 300 шедеврів світової культури. Незважаючи на велику популярність поеми у Греції, її перекладено лише чотирма мовами: французькою, англійською, італійською. Четвертою мовою перекладу стала українська.
НВДЛ «Веселка» веде активну суспільну роботу. Насамперед, видавництво є засновником премії імені Олени Пчілки. Премія існує з 1991 року. Нагородження щороку проводиться на малій батьківщині видатної письменниці, у місті Гадяч на Полтавщині. Також ведеться плідна співпраця з бібліотечною громадою і українськими освітянами: проводяться виставки, дитячі свята, численні благодійні акції.

## Серії
Книжки видавалися також у серіях:
- «У світі пригод»
- «Шкільна бібліотека»
- «Наукова фантастика»
- «Пригоди. Фантастика»
- «Зарубіжна фантастика»
- «Казки народів світу»
- «Казки народів СРСР»
- «Українській дитині»

## Галерея

Будівля видавництва «Веселка» у Києві
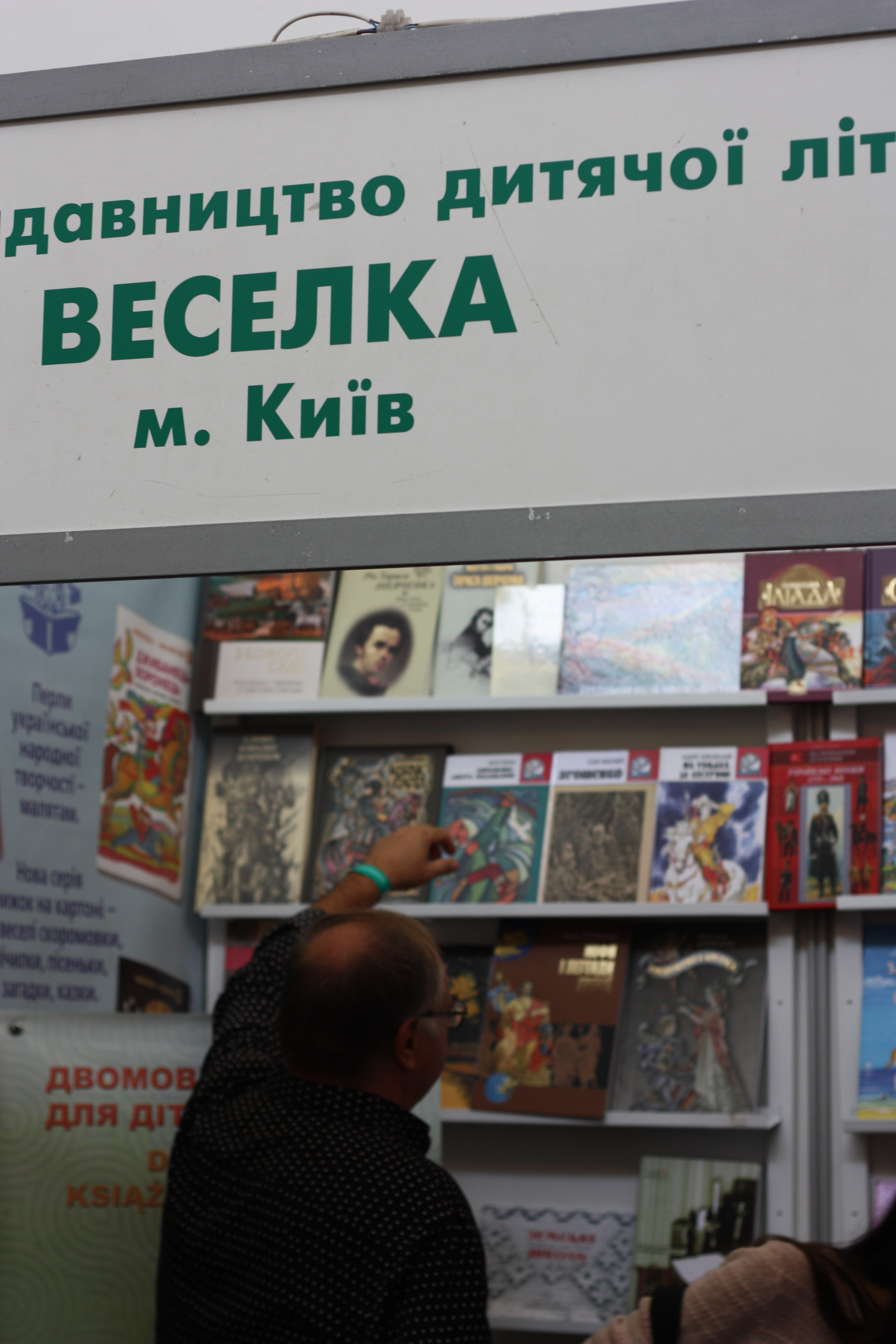
Стенд видавництва «Веселка» на форумі видавців 2017 року